# Ulldemolins (kommun)
Ulldemolins är en kommun i Spanien.   Den ligger i provinsen Província de Tarragona och regionen Katalonien, i den östra delen av landet, 400 km öster om huvudstaden Madrid. Antalet invånare är 434. Arean är 38 kvadratkilometer. Ulldemolins gränsar till Vilanova de Prades, Cornudella de Montsant, La Morera de Montsant, Margalef, Juncosa och La Pobla de Cérvoles. 
Terrängen i Ulldemolins är huvudsakligen kuperad, men åt nordväst är den platt.